# Miliario di Aiton
Il Miliario di Aiton è un'antica pietra miliare romana (milliarium) scoperta nel 1758 nel comune di Aiton, vicino a Cluj-Napoca, in Romania. Risalente al 108 d.C., poco dopo la conquista romana della Dacia, il miliario mostra la costruzione della strada da Potaissa a Napoca, per volere dell'imperatore Traiano. Indica la distanza di diecimila passi (PMX) da Potaissa. Si tratta della prima attestazione epigrafica degli insediamenti di Potaissa e Napoca nella Dacia romana.
L'iscrizione completa è: " Imp(erator)/ Caesar Nerva/ Traianus Aug(ustus)/ Germ(anicus) Dacicus/ pontif(ex) maxim(us)/ ( sic) pot(estate) XII co(n)s(ul ) V/ imp(erator) VI p(ater) p(atriae) fecit/ per coh(ortem) I Fl(aviam) Vlp(iam)/ Hisp(anam) mil(liariam) c(ivium) R(omanorum) eq (uitatam)/ a Potaissa Napo/cam / m(ilia) p(assuum) X ". È stato registrato nel Corpus Inscriptionum Latinarum, vol. III, il 1627, Berlino, 1863.
Questo miliario è un'attestazione della strada nota per essere costruita da Cohors I Hispanorum miliaria.
Una copia di questo miliario è stata eretta nel giugno del 1993 davanti all'ufficio postale di Turda (Via 1 dicembre 1918). Un'altra copia si trova nella parte anteriore della scuola di Aiton. 

## Galleria d'immagini

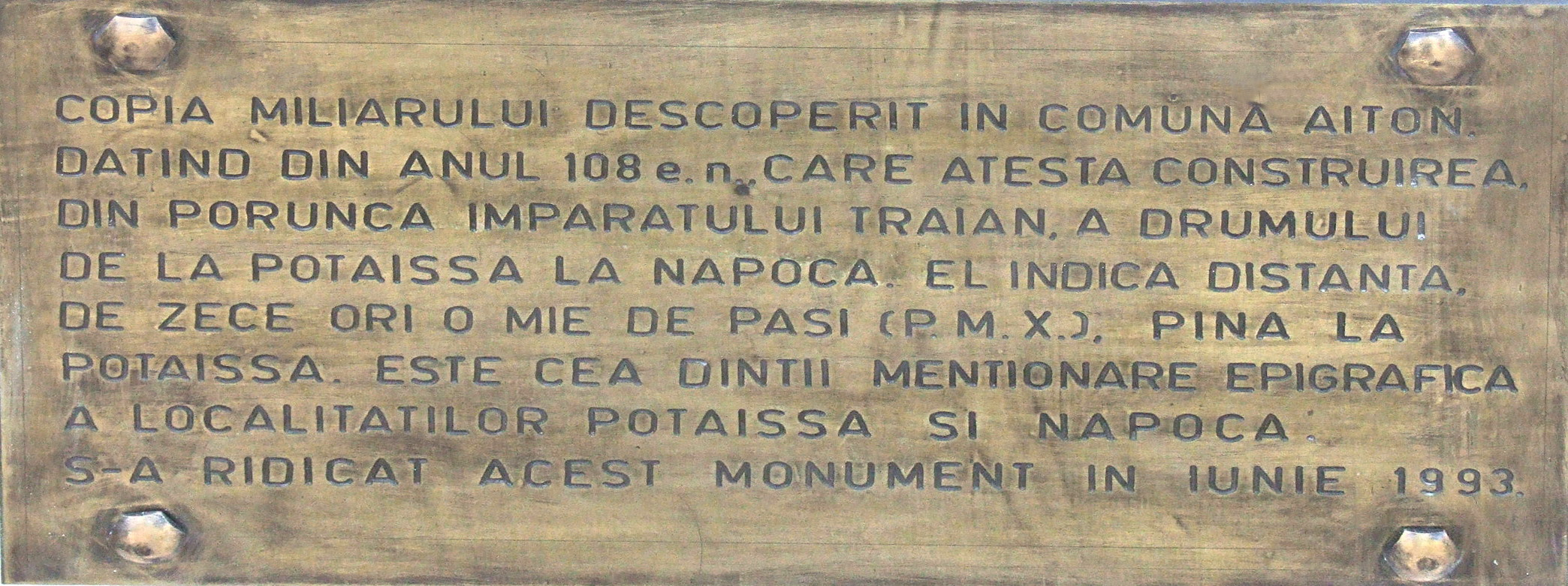
Placca moderna dal monumento di Turda
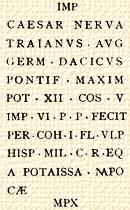
Iscrizione latina del Miliario
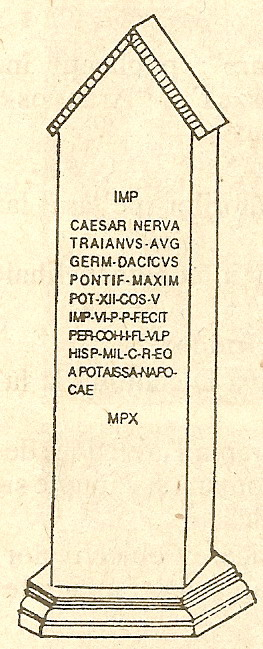
Disegno del 1758 del Miliario originale